# كقالق (بزكش)
كقالق (بالفارسية: کقالق) هي منطقة سكنية تقع في إيران في قسم بزكش الریفي. يقدر عدد سكانها بـ 785 نسمة .